# مارك بولا
مارك بولا (بالإنجليزية: Marc Bola)‏ هو لاعب كرة قدم بريطاني في مركز ظهير ‏، ولد في 9 ديسمبر 1997 في حي غرينتش الملكي في المملكة المتحدة. لعب مع نادي أرسنال ونادي بريستول روفيرز ونادي بلاكبول ونادي ميدلزبره ونوتس كاونتي.

## وصلات خارجية
- مارك بولا على موقع اتحاد تركيا (لاعب) (الإنجليزية)
- مارك بولا على موقع قاعدة بيانات كرة القدم.إي يو (الإنجليزية)
- مارك بولا على موقع Soccerway.com (الإنجليزية)